# 진스 불안정성
진스 불안정성(Jeans instability)이란 천체물리학에서 성간 가스가 중력 붕괴를 일으켜 항성을 형성하게 하는 불안정성이다. 내부 가스 압력이 중력 붕괴를 감당해내지 못할 때 발생하게 된다. 안정 상태를 유지하기 위해서는 가스 구름이 정역학적 평형 상태에 있어야 하며, 구름이 구형일 때 그 식은 다음과 같다.
{\displaystyle {\frac {dp}{dr}}=-{\frac {G\rho (r)M_{enc}(r)}{r^{2}}}},
이때 {\displaystyle M_{enc}(r)}은 에워싸인 질량이고, {\displaystyle p}는 압력, {\displaystyle \rho (r)}는 {\displaystyle r}에서 가스의 밀도, {\displaystyle G}는 중력상수, {\displaystyle r}은 반경이다. 여기서 일어날 수 있는 작은 요동이 줄어들었을 때는 평형 상태가 안정되고, 증폭되었을 때는 평형 상태가 불안정해진다. 일반적으로 가스 구름은 특정 온도에서 질량이 너무 크거나 또는 특정 질량에서 온도가 너무 낮아서 중력이 가스 압력을 압도했을 때 불안정해진다.

## 진스 질량
진스 질량(Jeans mass)은 가스 구름 내에서 발생하는 중력 붕괴 과정을 연구한 영국 물리학자 제임스 호프우드 진스 경의 이름이 붙은 것이다. 진스는 적절한 상황에서 그 구름이, 또는 구름의 일부분이 불안정해지고 중력과의 균형을 유지하기 위한 가스 압력이 불충분해져서 붕괴할 수 있다는 것을 보였다. 가스 구름은 특정 온도와 반경에서, 질량이 작으면 안정적이지만, 어떤 임계 질량을 초과하면 다른 힘이 붕괴를 저지시킬 때까지 폭주해서 수축하는 과정을 시작하게 된다. 진스는 이 임계 질량을 계산하여 밀도와 온도에 대한 함수식으로 나타냈다. 구름의 질량이 클수록, 크기가 작을수록, 온도가 낮을수록 중력 붕괴가 일어나기 쉬워진다.

## 진스 길이
진스 길이(Jeans' length)는 구름(성간 먼지 구름 따위)을 팽창시키는 열에너지가 중력에 의해 상쇄되어 구름이 붕괴되게 하는 구름의 임계 반경이다. 역시 상기한 영국의 제임스 진스 경의 이름이 붙은 것이다. 진스는 1900년대 초에 구형 성운의 안정성에 관한 연구를 진행했다.
진스 길이의 식은 다음과 같다.
{\displaystyle \lambda _{J}={\sqrt {\frac {15k_{B}T}{4\pi G\mu \rho }}},}
여기서 {\displaystyle k_{B}}는 볼츠만 상수, {\displaystyle T}는 구름의 온도, {\displaystyle r}은 구름의 반경, {\displaystyle \mu }는 구름의 입자당 질량, {\displaystyle G}는 중력 상수, {\displaystyle \rho }는 구름의 질량 밀도(i.e. 구름의 질량을 구름의 부피로 나눈 것)이다.